# オオサンショウソウ
オオサンショウソウ（大山椒草、Pellionia radicans）は、イラクサ科サンショウソウ属の多年草。

## 概要
日本には本州の近畿以西、四国、九州、薩摩黒島、屋久島、トカラ列島、沖縄島及び西表島に、日本国外には台湾及び中国に分布する。山地の湿った森林内や河川沿い等に生育する。
多年草で、茎は無毛で匍匐する。サンショウソウ（Pellionia minima）よりも大きく高さ30〜50cm。葉は互生で、長さ2〜6cm、歪状楕円形、裏面には微毛があり白色、葉縁に鋸歯を持つ。雌雄異株または雌雄同株。花季は3〜6月。雄花序、雌花序ともに集散花序で葉のつけねに腋生するが、雄花序は柄の先に着き直径1cm前後で花の色は紅紫色、雌花序は柄が無く球状で直径4mm前後で花の色は緑色。
沖縄県の西表島産については他種と混同している可能性がある。
開発による森林伐採等で自生地、個体数が減少している。

## 保護上の位置づけ
生育地である下記の地方公共団体が作成したレッドデータブックにも掲載されている。
- 岡山県：準絶滅危惧
- 沖縄県：絶滅危惧II類